# الدینا رکا
الدینا رکا (به لاتین: Aldina Reka}} یک منطقهٔ مسکونی در صربستان است که در Zaječar District واقع شده‌است.

## خصوصیات
الدینا رکا ۱۲ نفر جمعیت دارد.